# Refraktometria

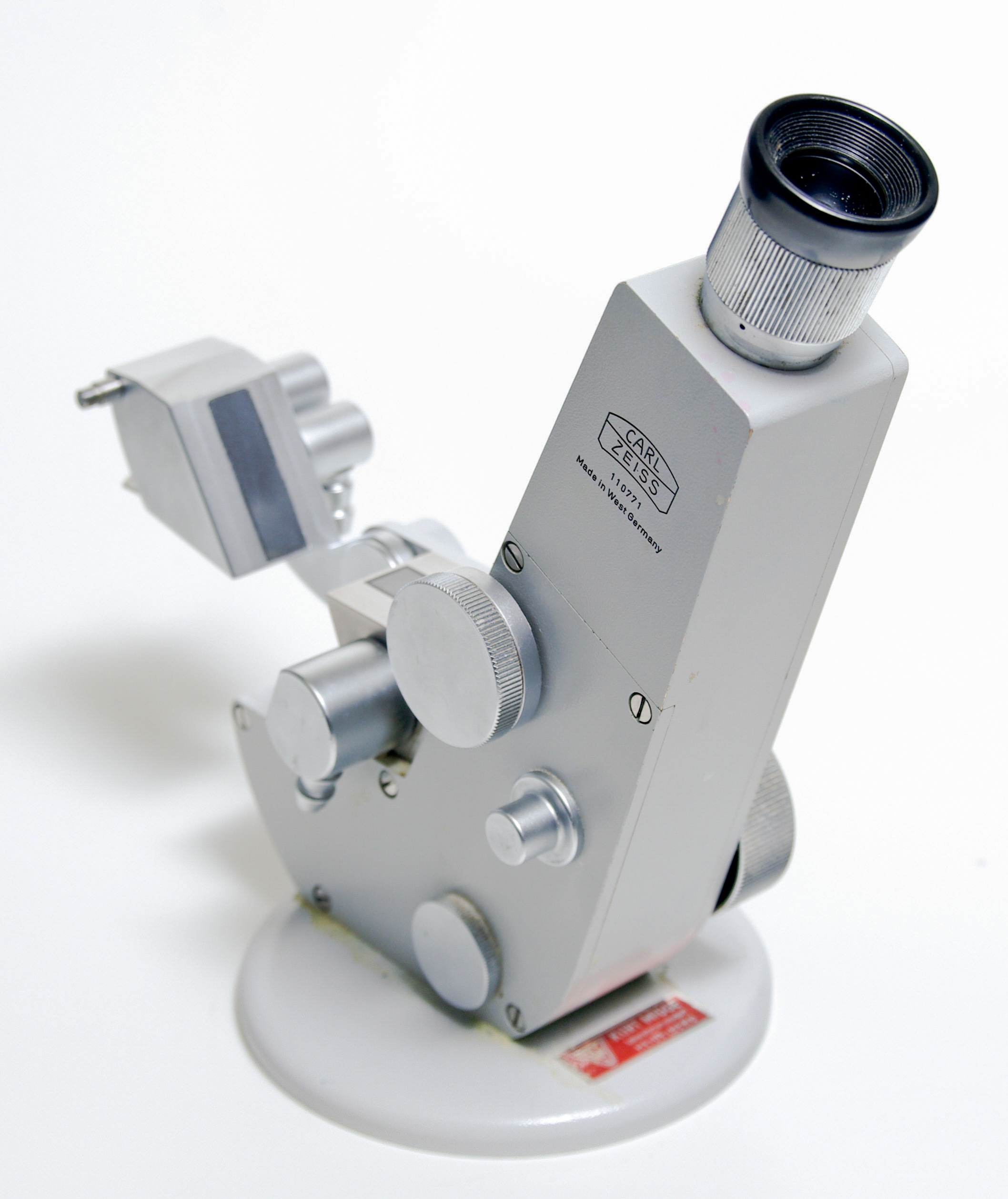
Refraktometr Abbego Carl Zeiss.

Refraktometria – metoda badania własności fizykochemicznych substancji na podstawie pomiarów ich współczynników załamania. Służą temu refraktometry, np. refraktometr Abbego.